# Le Girouard
Le Girouard est une commune française située dans le département de la Vendée, en région Pays de la Loire.

## Géographie

### Localisation
Le Girouard est un bourg périurbain de la Vendée, situé à vol d'oiseau à 18 km au sud-ouest de La Roche-sur-Yon, à 15 km au nord-est des Sables-d'Olonne et du littoral de l'océan Atlantique et à 7 km au sud-est des Achards.
La commune se trouve dans l'aire d'attraction de La Roche-sur-Yon, dans la zone d'emploi des Sables-d'Olonne et dans le bassin de vie des Achards

### Communes limitrophes
Les communes limitrophes sont Les Achards, Grosbreuil, Nieul-le-Dolent, Sainte-Flaive-des-Loups et La Chapelle-Achard.
| La Chapelle-Achard Les Achards | Sainte-Flaive-des-Loups |                 |
|                                | Girouard                | Nieul-le-Dolent |
|                                | Grosbreuil              |                 |

### Géologie et relief
Le territoire municipal du Girouard s'étend sur 2 551 hectares. L'altitude moyenne de la commune est de 55 mètres, avec des niveaux fluctuant entre 14 et 72 mètres,.

### Hydrographie

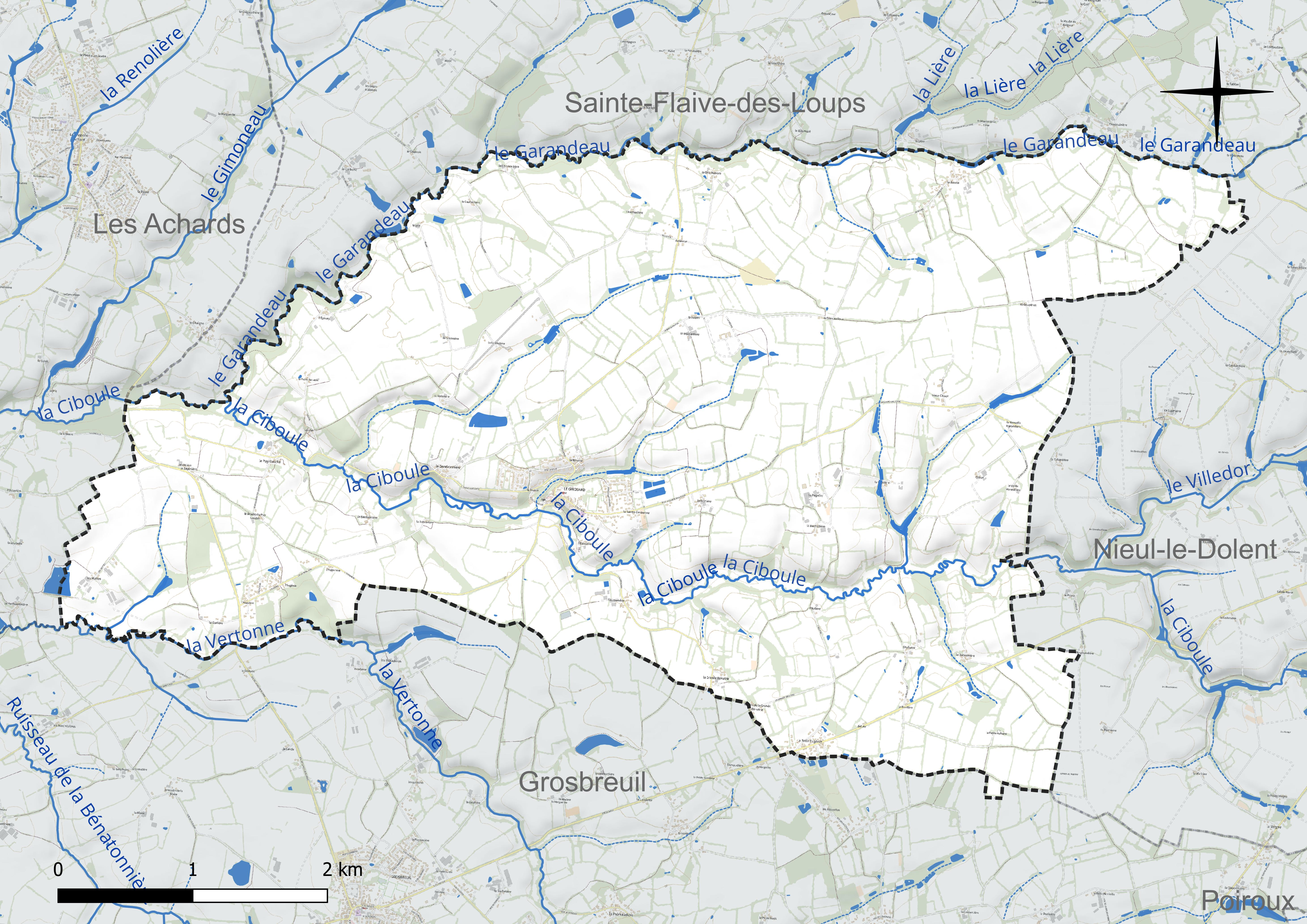
Carte hydrographique de la commune.

Le Girouard est drainé par le Garandeau, qui forme la limite nord du territoire communal, par la Ciboule et par la Vertonne, en limite sud du territoire.

### Climat
Pour des articles plus généraux, voir Climat des Pays de la Loire et Climat de la Vendée.
En 2010, le climat de la commune est de type climat océanique franc, selon une étude du CNRS s'appuyant sur une série de données couvrant la période 1971-2000. En 2020, Météo-France publie une typologie des climats de la France métropolitaine dans laquelle la commune est exposée à un climat océanique et est dans la région climatique Bretagne orientale et méridionale, Pays nantais, Vendée, caractérisée par une faible pluviométrie en été et une bonne insolation.
Pour la période 1971-2000, la température annuelle moyenne est de 12,5 °C, avec une amplitude thermique annuelle de 13,3 °C. Le cumul annuel moyen de précipitations est de 814 mm, avec 12,5 jours de précipitations en janvier et 6,3 jours en juillet. Pour la période 1991-2020, la température moyenne annuelle observée sur la station météorologique de Météo-France la plus proche, « La Mothe Achard », sur la commune des Achards à 7 km à vol d'oiseau, est de 12,8 °C et le cumul annuel moyen de précipitations est de 959,1 mm,. Pour l'avenir, les paramètres climatiques de la commune estimés pour 2050 selon différents scénarios d'émission de gaz à effet de serre sont consultables sur un site dédié publié par Météo-France en novembre 2022.

## Urbanisme

### Typologie
Au 1er janvier 2024, Le Girouard est catégorisée commune rurale à habitat dispersé, selon la nouvelle grille communale de densité à sept niveaux définie par l'Insee en 2022.
Elle est située hors unité urbaine. Par ailleurs la commune fait partie de l'aire d'attraction de La Roche-sur-Yon, dont elle est une commune de la couronne,. Cette aire, qui regroupe 45 communes, est catégorisée dans les aires de 50 000 à moins de 200 000 habitants,.

### Occupation des sols

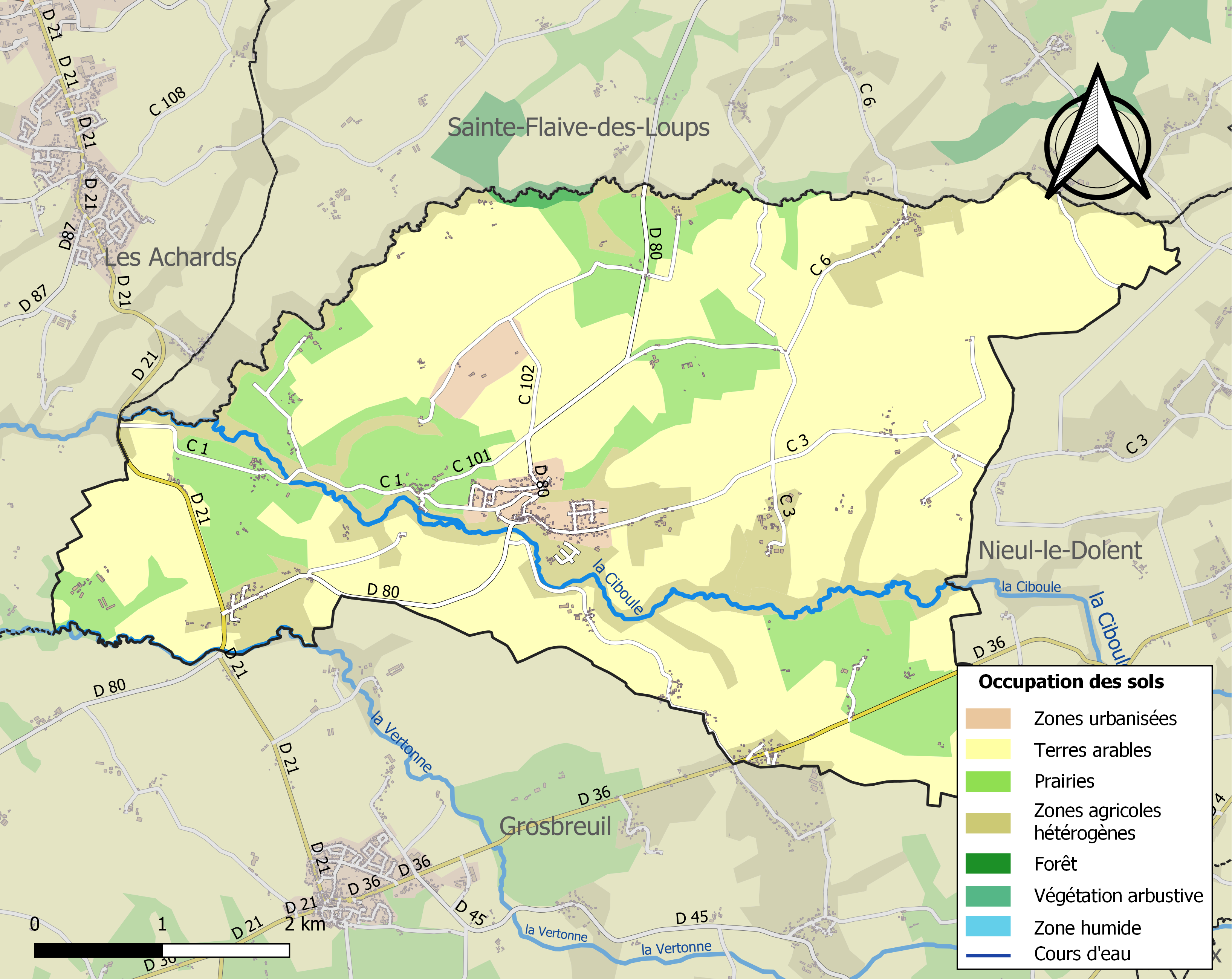
Carte des infrastructures et de l'occupation des sols de la commune en 2018 (CLC).

L'occupation des sols de la commune, telle qu'elle ressort de la base de données européenne d’occupation biophysique des sols Corine Land Cover (CLC), est marquée par l'importance des territoires agricoles (97 % en 2018), en diminution par rapport à 1990 (98,8 %).
La répartition détaillée en 2018 est la suivante : 
terres arables (61,8 %), prairies (19,5 %), zones agricoles hétérogènes (15,7 %), zones urbanisées (1,6 %), zones industrielles ou commerciales et réseaux de communication (1,1 %), forêts (0,2 %).
L'évolution de l’occupation des sols de la commune et de ses infrastructures peut être observée sur les différentes représentations cartographiques du territoire : la carte de Cassini (XVIIIe siècle), la carte d'état-major (1820-1866) et les cartes ou photos aériennes de l'IGN pour la période actuelle (1950 à aujourd'hui).

### Habitat et logement
En 2021, le nombre total de logements dans la commune était de 509, alors qu'il était de 469 en 2016 et de 422 en 2011.
Parmi ces logements, 87,9 % étaient des résidences principales, 6,9 % des résidences secondaires et 5,2 % des logements vacants. Ces logements étaient  tous des maisons individuelles.
Le tableau ci-dessous présente la typologie des logements au Le Girouard en 2021 en comparaison avec celle de la Vendée et de la France entière. Une caractéristique marquante du parc de logements est ainsi la faible proportion des résidences secondaires et logements occasionnels (6,9 %) par rapport au département (23,6 %) et à la France entière (9,7 %).
| Typologie                                               | Le Girouard | Vendée | France entière |
| ------------------------------------------------------- | ----------- | ------ | -------------- |
| Résidences principales (en %)                           | 87,9        | 71,4   | 82,2           |
| Résidences secondaires et logements occasionnels (en %) | 6,9         | 23,6   | 9,7            |
| Logements vacants (en %)                                | 5,2         | 5      | 8,1            |

## Politique et administration

### Rattachements administratifs et électoraux

#### Rattachements administratifs
La commune se trouve dans l'arrondissement des Sables-d'Olonne du département de la Vendée.
Elle faisait partie depuis 1793 du canton de La Mothe-Achard. Dans le cadre du redécoupage cantonal de 2014 en France, cette circonscription administrative territoriale a disparu, et le canton n'est plus qu'une circonscription électorale.

#### Rattachements électoraux
Pour les élections départementales, la commune fait partie depuis 2014 du canton de Talmont-Saint-Hilaire
Pour l'élection des députés, elle fait partie de la deuxième circonscription de la Vendée.

### Intercommunalité
Le Girouard  est membre de la communauté de communes du Pays-des-Achards, un établissement public de coopération intercommunale (EPCI) à fiscalité propre créé en 1993 et auquel la commune a transféré un certain nombre de ses compétences, dans les conditions déterminées par le code général des collectivités territoriales.

### Liste des maires
| Période                                  | Période                    | Identité         | Étiquette | Qualité                                                                                               |
| ---------------------------------------- | -------------------------- | ---------------- | --------- | --- |
| Les données manquantes sont à compléter. |                            |                  |           | |
| ?                                        | mars 1965                  | Léon Thibaudeau  |           | Commerçant en grains                                                                                  |
| mars 1965                                | janvier 1971               | Albert Douin     |           | Retraité Décédé en fonction                                                                           |
| mars 1971                                | juin 1979                  | Maurice Durand   |           | |
| juin 1979                                | juin 1995                  | Raymond Pateau   |           | Élu à la suite d'une élection municipale partielle                                                    |
| juin 1995                                | mai 2020                   | Auguste Grit,    | SE        | Agriculteur retraité                                                                                  |
| mai 2020                                 | novembre 2022              | Jacques Rabillé  |           | Cadre bancaire retraité Démissionnaire                                                                |
| juillet 2020                             | mars 2024,                 | Sandrine Decrock |           | Directrice générale des services de la commune de Drefféac Démissionnaire pour raison professionnelle |
| mars 2024                                | En cours (au 22 mars 2024) | Olivier Grit     |           | Technicien, ancien adjoint au maire                                                                   |

## Population et société

### Démographie

#### Évolution démographique
L'évolution du nombre d'habitants est connue à travers les recensements de la population effectués dans la commune depuis 1793. Pour les communes de moins de 10 000 habitants, une enquête de recensement portant sur toute la population est réalisée tous les cinq ans, les populations de référence des années intermédiaires étant quant à elles estimées par interpolation ou extrapolation. Pour la commune, le premier recensement exhaustif entrant dans le cadre du nouveau dispositif a été réalisé en 2004.

En 2022, la commune comptait 1 144 habitants, en évolution de +11,5 % par rapport à 2016 (Vendée : +5,33 %, France hors Mayotte : +2,11 %).
| 1793 | 1800 | 1806 | 1821 | 1831 | 1836 | 1841 | 1846 | 1851 |
| ---- | ---- | ---- | ---- | ---- | ---- | ---- | ---- | ---- |
| 941  | 501  | 503  | 480  | 513  | 542  | 585  | 640  | 665  |

| 1856 | 1861 | 1866 | 1872 | 1876 | 1881 | 1886 | 1891 | 1896 |
| ---- | ---- | ---- | ---- | ---- | ---- | ---- | ---- | ---- |
| 640  | 666  | 712  | 710  | 727  | 789  | 867  | 943  | 986  |

| 1901 | 1906  | 1911 | 1921 | 1926 | 1931 | 1936 | 1946 | 1954 |
| ---- | ----- | ---- | ---- | ---- | ---- | ---- | ---- | ---- |
| 991  | 1 051 | 945  | 848  | 841  | 880  | 869  | 839  | 811  |

| 1962 | 1968 | 1975 | 1982 | 1990 | 1999 | 2004 | 2006 | 2009 |
| ---- | ---- | ---- | ---- | ---- | ---- | ---- | ---- | ---- |
| 779  | 749  | 616  | 489  | 466  | 533  | 651  | 715  | 852  |

| 2014  | 2019  | 2022  | - | - | - | - | - | - |
| ----- | ----- | ----- | - | - | - | - | - | - |
| 1 000 | 1 097 | 1 144 | - | - | - | - | - | - |

#### Pyramide des âges
En 2018, le taux de personnes d'un âge inférieur à 30 ans s'élève à 37,8 %, soit au-dessus de la moyenne départementale (31,6 %). À l'inverse, le taux de personnes d'âge supérieur à 60 ans est de 20,9 % la même année, alors qu'il est de 31,0 % au niveau départemental.
En 2018, la commune comptait 542 hommes pour 531 femmes, soit un taux de 50,51 % d'hommes, légèrement supérieur au taux départemental (48,84 %).
Les pyramides des âges de la commune et du département s'établissent comme suit.
| Hommes | Classe d’âge | Femmes |
| ------ | ------------ | ------ |
| 0,2    | 90 ou +      | 1,3    |
| 5,8    | 75-89 ans    | 4,8    |
| 15,2   | 60-74 ans    | 14,5   |
| 21,1   | 45-59 ans    | 21,0   |
| 22,0   | 30-44 ans    | 18,6   |
| 13,0   | 15-29 ans    | 16,6   |
| 22,7   | 0-14 ans     | 23,2   |

| Hommes | Classe d’âge | Femmes |
| ------ | ------------ | ------ |
| 0,8    | 90 ou +      | 2,2    |
| 8,7    | 75-89 ans    | 11,1   |
| 20,3   | 60-74 ans    | 21,3   |
| 20     | 45-59 ans    | 19,4   |
| 17,5   | 30-44 ans    | 16,8   |
| 15     | 15-29 ans    | 13,2   |
| 17,7   | 0-14 ans     | 16,1   |

## Culture locale et patrimoine

### Lieux et monuments

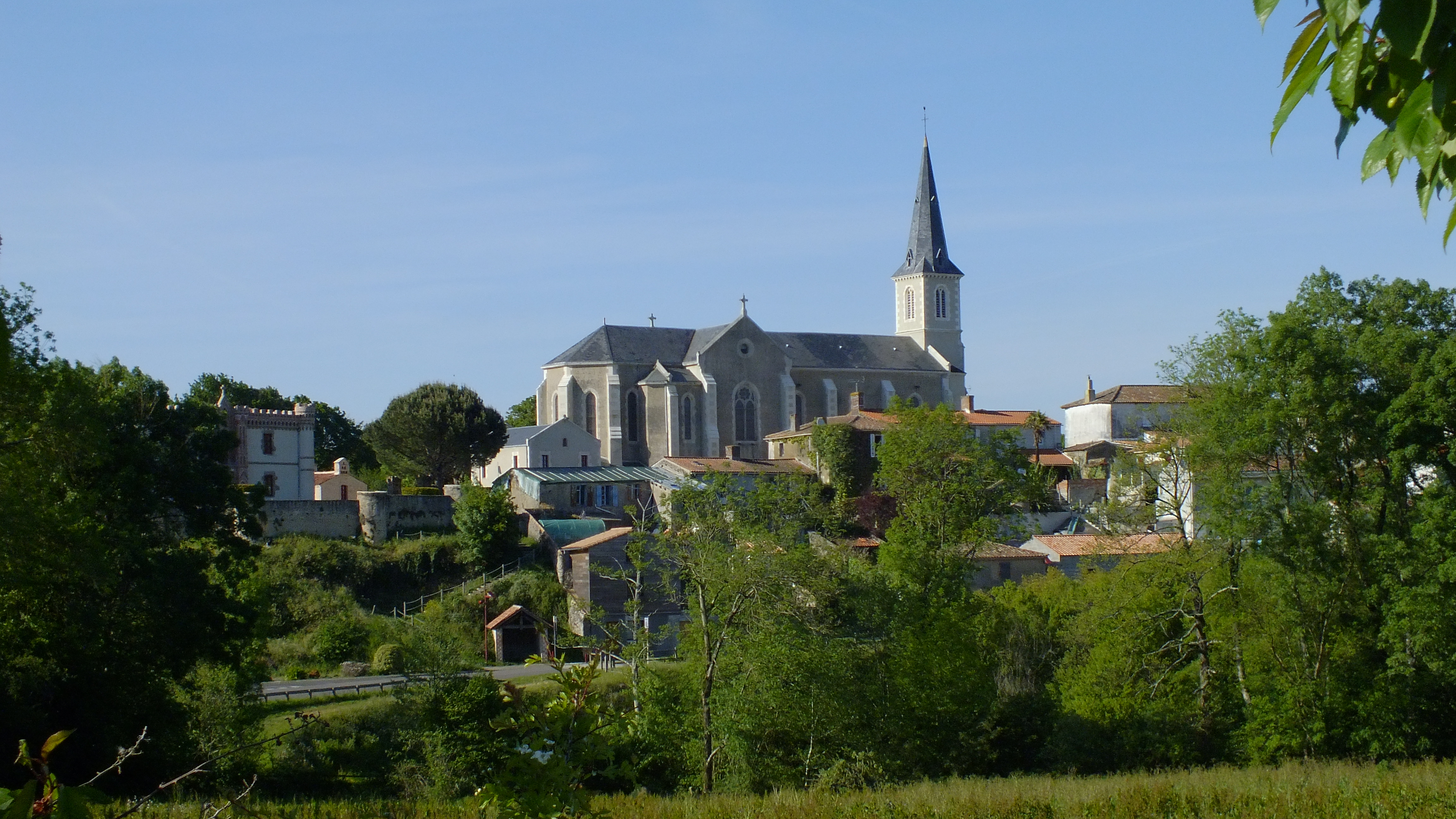
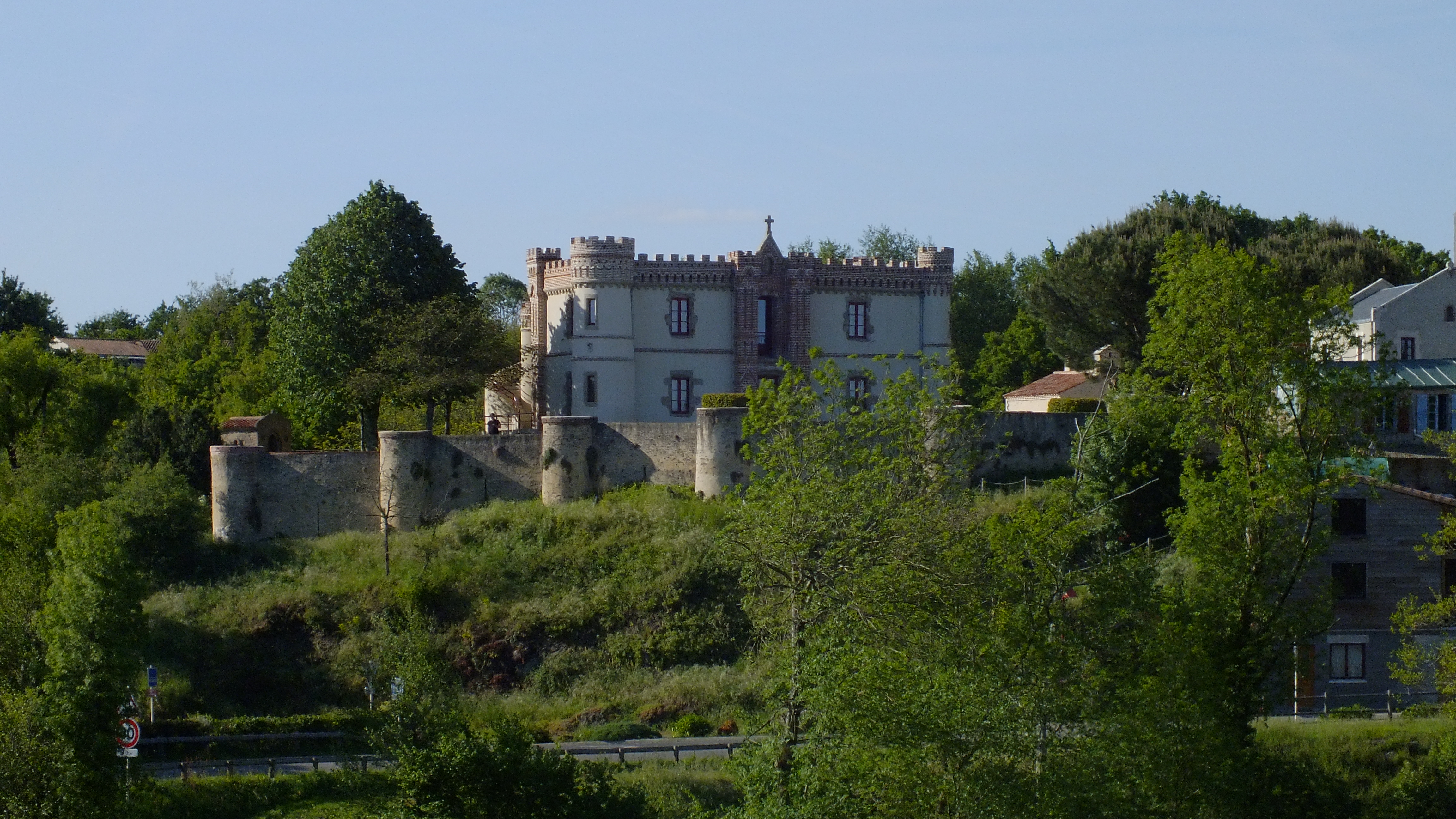

- L'église Saint-Généreux.
- Le Château-Gaillard